# Mexikanische Hautwühle
Die Mexikanische Hautwühle (Dermophis mexicanus) ist eine im Boden lebende Blindwühle aus der Familie der Dermophiidae.

## Verbreitungsgebiet und Lebensraum
Die Mexikanische Hautwühle findet man von Mexiko bis ins nördliche Südamerika, wo sie feuchte Böden benötigt, um zu überleben und in Höhen von bis zu 1000 Metern anzutreffen ist.
Die Mexikanische Hautwühle wurde (2019) bei der IUCN nicht als gefährdet gelistet, obwohl sowohl ihr Lebensraum erheblich schrumpft als auch ihre Bestände rückläufig sind.

## Merkmale
Die oberseitig grau, braun oder olivgrün gefärbte Mexikanische Hautwühle wird 10 bis 60 Zentimeter lang. An ihrem Körper zeichnen sich deutlich Ringe ab. Ihr spitzes Maul eignet sich gut zum Graben.

## Lebensweise
Mexikanische Hautwühlen leben ausschließlich in lockererdigem Boden und graben sich mit Hilfe ihres spitzen Maules ein. Neben Wirbellosen ernähren sie sich auch von kleinen Echsen.
Die Geschlechtsreife tritt im Alter von zwei bis drei Jahren ein. Es ist nicht bekannt, wie die Partner einander finden. Obgleich die Männchen elf Monate im Jahr Spermien produzieren können, synchronisieren die weiblichen Tiere einer Population ihre Trächtigkeit. Wurmwühlen sind vivipar und bringen nach elf Monaten Tragzeit zwischen drei und 16 lebende Jungtiere zur Welt. Die jungen Hautwühlen kommen im Mai oder Juni, zu Beginn der Regenzeit, zur Welt und sind 10 bis 15 Zentimeter lang.
Die Tiere können klickende Geräusche von sich geben, über deren Bedeutung bisher nichts Näheres bekannt ist.